# Pierre-Paul Grassé
Pierre-Paul Grassé (n. 27 noiembrie 1895, Périgueux, Aquitaine, Franța – d. 9 iulie 1985, Carlux, Aquitaine, Franța) a fost un zoolog francez, autorul a peste 300 de publicații, printre care un important Tratat despre zoologie.
Și-a început studiile la Périgueux, unde părinții lui conduceau o afacere. A început apoi să studieze medicina la Universitatea din Bordeaux și a urmat simultan studii de științe biologice.
Urmează apoi cursurile entomologului Jean de Feytaud (1881-1973). Mobilizat în 1915, în timpul primului război mondial, a trebuit să-și întrerupă studiile și a terminat războiul ca ofițer medical auxiliar.
Și-a reluat studiile la Paris, dar s-a îndreptat definitiv spre știință.
A obținut licența în biologie și a lucrat în laboratorul lui Étienne Rabaud (1868-1956).
Și-a părăsit pregătirea pentru agregare pentru a accepta o funcție de pregătitor la Școala Națională de Agronomie Montpellier (1921), a cărei secție de zoologie era condusă de biologul François Picard (1879-1939).
Frecventează mai mulți fitogeografi precum Charles Henri Marie Flahault (1852-1935), Josias Braun-Blanquet (1884-1980), Georges Kuhnholtz-Lordat (1888-1965) și Marie Louis Emberger (1897-1969).